# Departamento Ullum
Das Departamento Ullum liegt im Zentrum der Provinz San Juan im Westen Argentiniens ist eine von 19 Verwaltungseinheiten der Provinz. 
Es grenzt im Nordwesten an das Departamento Iglesia, im Nordwesten an das Departamento Jáchal, im Osten an das Departamento Albardón, im Süden an die Departamentos Zonda und Rivadavia und im Westen an das Departamento Calingasta. 
Die Hauptstadt des Departamentos Ullum ist Villa Ibáñez.

## Städte und Gemeinden
Das Departamento Ullum ist in folgende Gemeinden aufgeteilt:
- Ullum